# Ипполитова, Татьяна Михайловна
Татьяна Михайловна Ипполитова (1903—1983) — первая женщина-сталевар в СССР (в 2019 году методом сравнения документов с производства было выяснено, что она стала сталеваром на 2 месяца раньше Ковалёвой Ольги из Сталинграда).

## Биография

### Молодость
Родилась 25 декабря 1903 года (по данным автобиографии и трудовой книжки), в 1901 году (по дате, указанной на могильном памятнике) в селе Боровцово Воронежской губернии в многодетной семье крестьянина. Кроме неё у родителей было ещё восемь детей. Училась она в церковно-приходской школе, сидела на последней парте из-за высокого роста и крупного телосложения. Однако выучиться ей не пришлось, её выгнали за несообразительность. Возможно, её «несообразительность» случилась от того, что Татьяна была старшей, и ей рано пришлось пойти работать в чужие семьи нянькой, чтобы помочь родителям. Мать её умерла, и в шестнадцать лет отец выдал Татьяну замуж за Георгия Ипполитова, сына богатого землемера, который был на 12 лет старшее её. Муж не поощрял её занятия на курсах ликбеза, бил и Татьяна от него ушла.
В 1926 году отправилась на строительство Сталинградского тракторного завода. Начала работать штукатуром. Благодаря крестьянской закалке и упорному характеру уже через год возглавляла бригаду отделочников, одновременно обучаясь грамоте. Стремясь к большему, получила профессию сверловщика.

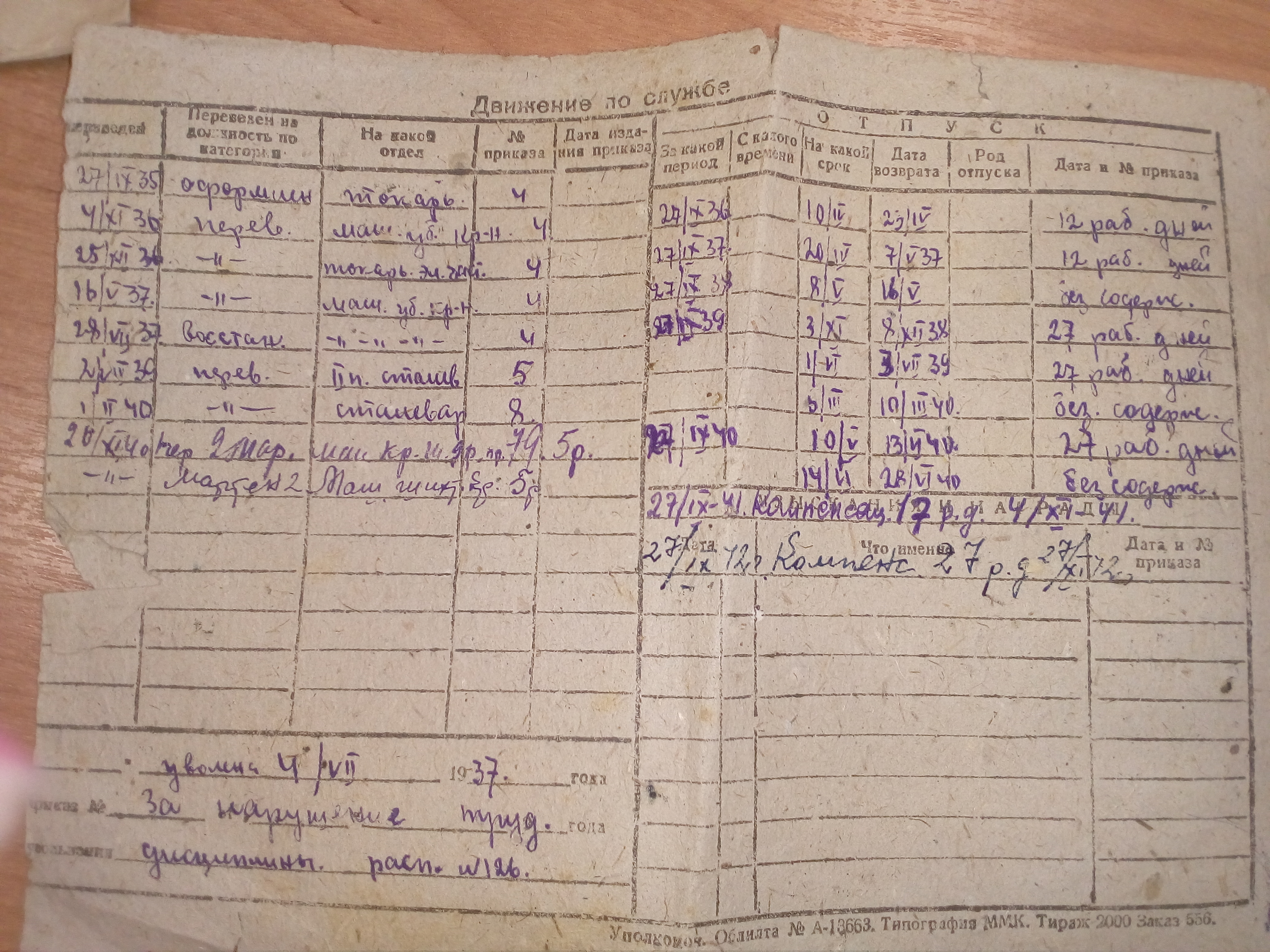
листок Т. М. Ипполитовой

### В Магнитке
В 1929 году была завербована на строительство Магнитогорского Металлургического комбината. Добиралась до Магнитогорска 9 дней. Работала на подносе кирпичей на строительстве первой домны. С 1932 года была учеником токаря, а с 27 сентября 1935 уже самостоятельно работала по этой профессии. 4 ноября 1936 года была переведена машинистом уборочного крана.
В 1939 году в стране в связи с подготовкой к работе в условиях военного времени горком ВКП (б) бросил клич: «Женщины Магнитогорска — на производство! Дадим для завода и комбината новые сотни, тысячи рабочих рук». Широко развернулось движение женщин, стремившихся освоить профессии, считавшиеся раньше чисто мужскими. Одной из первых в составе женской бригады стала Ипполитова — со 2 августа 1939 года Татьяна Михайловна была переведена вторым подручным сталевара.
Сметливый крестьянский ум, сила и желание быть первой привели к тому, что она свою первую самостоятельную плавку провела уже 2 января 1940 г. А 6 января 1940 нарком чёрной металлургии Ф. А. Меркулов прислал женской бригаде поздравительную телеграмму.
Т. М. Ипполитова не была единственной в стране женщиной-сталеваром, известна ещё Ольга Кузьминична Ковалева, сталевар Сталинградского металлургического завода. Но именно Ипполитова была первой. Она на четыре месяца опередила О. К. Ковалеву, которая стала сталеваром в апреле 1940 г. (запись в трудовой книжке).

### Война
Переняв опыт сталевара Алексея Грязнова, освоила скоростную плавку, которые на комбинате тогда мало кто варил. Седьмого мая 1940 года она провела плавку всего за семь часов двадцать минут. Тяжелый неженский труд подорвал здоровье Ипполитовой, и в 1944 г она была переведена машинистом крана шихтового двора. Серьёзные проблемы со здоровьем не давали продолжить работу в доменном цехе. И с февраля 1943 г. Ипполитова — заведующая столовой № 30, до 20 января 1945 г. завстоловой в совхозе ММК «Муравейник».

### Послевоенные годы
После войны Ипполитова недолгое время работала бригадиром путей сообщения на железнодорожной станции Полетаево под Челябинском, вышла на пенсию по инвалидности. Вернулась в Магнитогорск в 1977 г, по приглашению Совета ветеранов участвовала в выпуске юбилейной тонны стали. От руководства ММК получила однокомнатную квартиру, где жила со вторым мужем Павлом Григорьевичем Чуваковым. Она ушла из жизни в 1983 году. В тот же год умер и её муж. Они были похоронены на Левобережном кладбище г. Магнитогорска.

## Награды
Награждена почётными грамотами и значком Ударника социалистического соревнования.

## Память
Имя Ипполитовой не раз упоминалось в книге «Юность Магнитки», а также в Энциклопедиях Магнитогорска и Челябинской области.